# Biatlon a 2014. évi téli olimpiai játékokon
A 2014. évi téli olimpiai játékokon a biatlon versenyszámait a Laura biatlon- és síközpontban, Krasznaja Poljanában rendezték február 8. és 22. között. A férfiaknak és a nőknek egyaránt 5–5 versenyszámban osztottak érmeket. Ezen kívül egy új, vegyes váltó versenyszám került a programba, amelyben két férfi és két női versenyző alkotott egy csapatot.

## Naptár
Az időpontok moszkvai idő szerint (UTC+4) és magyar idő szerint (UTC+1) is olvashatóak. A döntők kiemelt háttérrel vannak jelölve.
| Dátum       | Helyi idő   | Magyar idő  | Versenyszám            |
| ----------- | ----------- | ----------- | ---------------------- |
| Február 8.  | 18:30–20:00 | 15:30–17:00 | Férfi sprint           |
| Február 9.  | 18:30–20:00 | 15:30–17:00 | Női sprint             |
| Február 10. | 19:00–20:00 | 16:00–17:00 | Férfi üldözőverseny    |
| Február 11. | 19:00–20:00 | 16:00–17:00 | Női üldözőverseny      |
| Február 13. | 18:00–20:00 | 15:00–17:00 | Férfi egyéni indításos |
| Február 14. | 18:00–20:00 | 15:00–17:00 | Női egyéni indításos   |
| Február 17. | 19:00–20:00 | 16:00–17:00 | Női tömegrajtos        |
| Február 18. | 14:30–15:30 | 11:30–12:30 | Férfi tömegrajtos      |
| Február 19. | 18:30–20:00 | 15:30–17:00 | Vegyes váltó           |
| Február 21. | 18:30–20:00 | 15:30–17:00 | Női váltó              |
| Február 22. | 18:30–20:00 | 15:30–17:00 | Férfi váltó            |

## Éremtáblázat
(A rendező nemzet csapata eltérő háttérszínnel, az egyes számoszlopok legmagasabb értéke, vagy értékei vastagítással kiemelve.)

A táblázat már nem tartalmazza az orosz sportolóktól doppingvád miatt elvett érmeket.
| A 2014. évi téli olimpiai játékok éremtáblázata biatlonban | A 2014. évi téli olimpiai játékok éremtáblázata biatlonban | A 2014. évi téli olimpiai játékok éremtáblázata biatlonban | A 2014. évi téli olimpiai játékok éremtáblázata biatlonban | A 2014. évi téli olimpiai játékok éremtáblázata biatlonban | Olimpia  |
| ---------------------------------------------------------- | ---------------------------------------------------------- | ---------------------------------------------------------- | ---------------------------------------------------------- | ---------------------------------------------------------- | -------- |
|                                                            | Ország                                                     | Arany                                                      | Ezüst                                                      | Bronz                                                      | Összesen |
| 1.                                                         | Norvégia (NOR)                                             | 3                                                          | 1                                                          | 2                                                          | 6        |
| 2.                                                         | Fehéroroszország (BLR)                                     | 3                                                          | 0                                                          | 1                                                          | 4        |
| 3.                                                         | Franciaország (FRA)                                        | 2                                                          | 1                                                          | 1                                                          | 4        |
| 4.                                                         | Ukrajna (UKR)                                              | 1                                                          | 0                                                          | 1                                                          | 2        |
| 4.                                                         | Oroszország (RUS)                                          | 1                                                          | 0                                                          | 1                                                          | 2        |
| 6.                                                         | Szlovákia (SVK)                                            | 1                                                          | 0                                                          | 0                                                          | 1        |
|                                                            |                                                            |                                                            |                                                            |                                                            |          |
| 7.                                                         | Csehország (CZE)                                           | 0                                                          | 3                                                          | 2                                                          | 5        |
| 8.                                                         | Németország (GER)                                          | 0                                                          | 2                                                          | 0                                                          | 2        |
| 9.                                                         | Ausztria (AUT)                                             | 0                                                          | 1                                                          | 1                                                          | 2        |
| 10.                                                        | Svájc (SUI)                                                | 0                                                          | 1                                                          | 0                                                          | 1        |
|                                                            |                                                            |                                                            |                                                            |                                                            |          |
| 11.                                                        | Olaszország (ITA)                                          | 0                                                          | 0                                                          | 1                                                          | 1        |
| 11.                                                        | Szlovénia (SLO)                                            | 0                                                          | 0                                                          | 1                                                          | 1        |
|                                                            |                                                            |                                                            |                                                            |                                                            |          |
| Összesen                                                   | Összesen                                                   | 11                                                         | 9                                                          | 11                                                         | 31       |

## Érmesek

### Férfi
| A 2014. évi téli olimpiai játékok érmesei férfi biatlonban |                                                                                             |           |                                                                              |           |                                                                                           |           |
| Versenyszám                                                | Arany                                                                                       | Arany     | Ezüst                                                                        | Ezüst     | Bronz                                                                                     | Bronz     |
| Egyéni indításos                                           | Martin Fourcade · Franciaország (FRA)                                                       | 49:31,7   | Erik Lesser · Németország (GER)                                              | 49:43,9   | Jevgenyij Garanyicsev · Oroszország (RUS)                                                 | 50:06,2   |
| Sprint                                                     | Ole Einar Bjørndalen · Norvégia (NOR)                                                       | 24:33,5   | Dominik Landertinger · Ausztria (AUT)                                        | 24:34,8   | Jaroslav Soukup · Csehország (CZE)                                                        | 24:39,2   |
| Üldözőverseny                                              | Martin Fourcade · Franciaország (FRA)                                                       | 33:48,6   | Ondřej Moravec · Csehország (CZE)                                            | 34:02,7   | Jean-Guillaume Béatrix · Franciaország (FRA)                                              | 34:12,8   |
| Tömegrajtos                                                | Emil Hegle Svendsen · Norvégia (NOR)                                                        | 42:29,1   | Martin Fourcade · Franciaország (FRA)                                        | 42:29,1   | Ondřej Moravec · Csehország (CZE)                                                         | 42:42,9   |
| Váltó                                                      | Oroszország (RUS) · Dmitrij Malisko · Anton Sipulin · Jevgenyij Usztyugov · Alekszej Volkov | 1:12:15,9 | Németország (GER) · Erik Lesser · Daniel Böhm · Arnd Peiffer · Simon Schempp | 1:12:19,4 | Ausztria (AUT) · Christoph Sumann · Daniel Mesotitsch · Simon Eder · Dominik Landertinger | 1:12:45,7 |

### Női
2017. november 27-én jelentették be, hogy doppingvád miatt megfosztják a női sprint és a női 4x6 km-es biatlonváltó versenyszámokban ezüstérmet szerzett orosz sportolókat a szerzett érmüktől.
| A 2014. évi téli olimpiai játékok érmesei női biatlonban |                                                                                          |           |                                       |         |                                                                                  |           |
| Versenyszám                                              | Arany                                                                                    | Arany     | Ezüst                                 | Ezüst   | Bronz                                                                            | Bronz     |
| Egyéni indításos                                         | Darja Domracsava · Fehéroroszország (BLR)                                                | 43:19,6   | Selina Gasparin · Svájc (SUI)         | 44:35,3 | Nagyezsda Szkardino · Fehéroroszország (BLR)                                     | 44:57,8   |
| Sprint                                                   | Anastasiya Kuzmina · Szlovákia (SVK)                                                     | 21:06,8   | visszavonva                           |         | Vita Szemerenko · Ukrajna (UKR)                                                  | 21:28,5   |
| Üldözőverseny                                            | Darja Domracsava · Fehéroroszország (BLR)                                                | 29:30,7   | Tora Berger · Norvégia (NOR)          | 30:08,3 | Teja Gregorin · Szlovénia (SLO)                                                  | 30:12,7   |
| Tömegrajtos                                              | Darja Domracsava · Fehéroroszország (BLR)                                                | 35:25,6   | Gabriela Soukalová · Csehország (CZE) | 35:45,8 | Tiril Eckhoff · Norvégia (NOR)                                                   | 35:52,9   |
| Váltó                                                    | Ukrajna (UKR) · Vita Szemerenko · Julija Dzsima · Valentina Szemerenko · Olena Pidhrusna | 1:10:02,5 | visszavonva                           |         | Norvégia (NOR) · Fanny Horn · Tiril Eckhoff · Ann Kristin Flatland · Tora Berger | 1:10:40,1 |

### Vegyes
A vegyes váltóban két férfi és két női versenyző alkot egy csapatot. A női versenyzők 6–6, a férfi versenyzők 7,5–7,5 km-t tesznek meg.
| A 2014. évi téli olimpiai játékok érmesei vegyes biatlonban |                                                                                           |           |                                                                                             |           |                                                                                        |           |
| Versenyszám                                                 | Arany                                                                                     | Arany     | Ezüst                                                                                       | Ezüst     | Bronz                                                                                  | Bronz     |
| Vegyes váltó                                                | Norvégia (NOR) · Tora Berger · Tiril Eckhoff · Ole Einar Bjørndalen · Emil Hegle Svendsen | 1:09:17,0 | Csehország (CZE) · Veronika Vítková · Gabriela Soukalová · Jaroslav Soukup · Ondřej Moravec | 1:09:49,6 | Olaszország (ITA) · Dorothea Wierer · Karin Oberhofer · Dominik Windisch · Lukas Hofer | 1:10:15,2 |